# Bimota 666 LE
La 666 L.E. (pour Limited Edition, édition limitée) est un modèle de motocyclette du constructeur italien Bimota.
La 666 est présentée officiellement en 2003. C'est une machine exclusivement réservée pour un usage sur circuit, elle n'est pas homologuée pour circuler sur la route.
La conception de la 666 est le fruit du travail d'un préparateur bolonais, NCR, notamment connu pour ses travaux sur la Ducati 900 SS de Mike Hailwood, victorieuse du Tourist Trophy de l'île de Man en 1978.
NCR crée sa première moto complète en 2002, la 100One. Une fois le travail de développement accompli, le projet et l'unique prototype sont revendus à Bimota. 

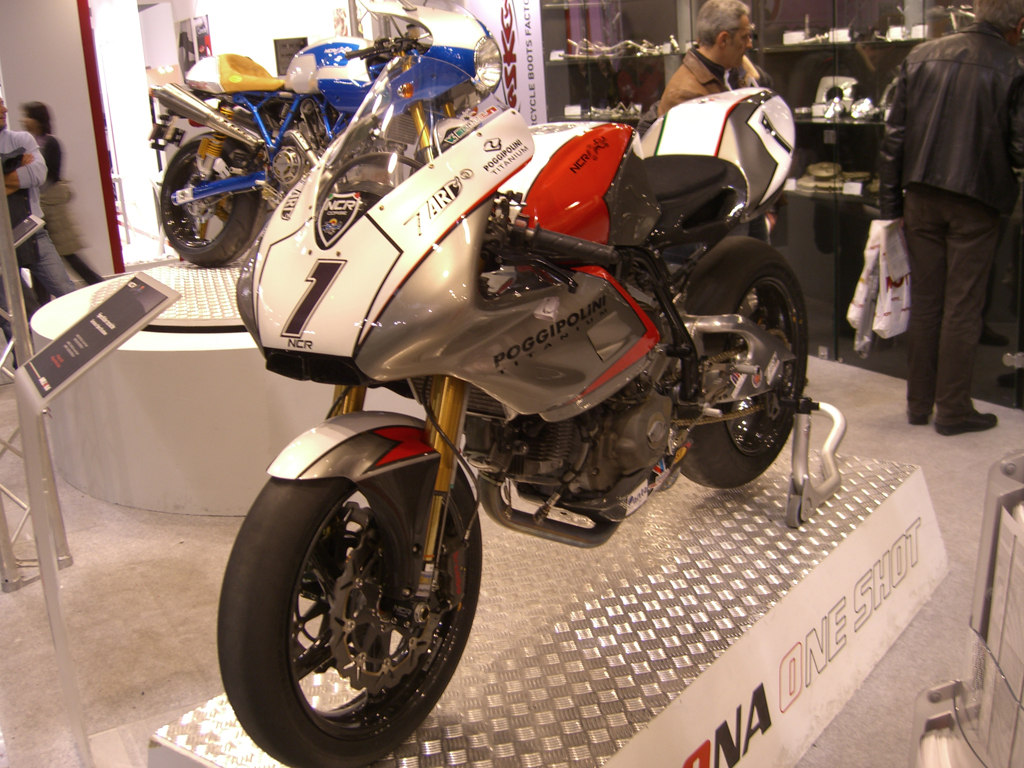
La NCR Millona One Shot est l'évolution du prototype que fut le 666 L.E.

L'usine de Rimini est encore en proie à de graves soucis financier et met la clef sous la porte l'année suivante. NCR rachète la machine et les études de la 100One et la fait évoluer, c'est la NCR Millona.
La 666 utilise un moteur bicylindre en V, ouvert à 90°, quatre temps d'origine Ducati. Ce moteur équipe notamment la Ducati 1000 Monster. Il développe 85,5 chevaux à 7 750 tr/min, pour un couple de 9 mkg à 5 750 tr/min. Il est couplé à une boîte de vitesses à six rapports et un embrayage multidisque à sec. Il est alimenté par une injection électronique Magneti Marelli de 45 mm de diamètre.
Le cadre est un treillis tubulaire en alliage de chrome-molybdène. Le bras oscillant est en aluminium et ne pèse que 3,8 kg.
L'ensemble des éléments de suspension est confié à Öhlins, avec une fourche inversée de 43 mm de diamètre à l'avant et un monoamortisseur à l'arrière. Ils sont tous les deux réglables en précharge, compression et détente.
Le freinage est assuré par Brembo, avec un double disque de 320 mm à l'avant et un simple disque de 220 mm à l'arrière. Ils sont mordus respectivement par des étriers à quatre et deux pistons. Les étriers avant sont à fixation radiale et les disques de frein prennent la forme de pétales de fleur.
L'habillage est réalisé en fibre de carbone. Le poids est contenu puisque la 666 est annoncée pour 135 kg à sec.
Le silencieux d'échappement est ramené sous la selle. Les jantes sont des Marchesini en aluminium forgé.
La 666 arbore une livrée grise, rehaussée d'orange sur le réservoir et la tête de fourche. On retrouve les numéros « 666 » sur la coque de selle, le logo sur la tête de fourche et le réservoir.